# Nuret-le-Ferron
Nuret-le-Ferron és un municipi francès, situat al departament de l'Indre i a la regió de Centre – Vall del Loira. L'any 2007 tenia 321 habitants.

## Demografia

### Població
El 2007 la població de fet de Nuret-le-Ferron era de 321 persones. Hi havia 128 famílies, de les quals 36 eren unipersonals (16 homes vivint sols i 20 dones vivint soles), 24 parelles sense fills, 56 parelles amb fills i 12 famílies monoparentals amb fills.
La població ha evolucionat segons el següent gràfic:
Habitants censats

### Habitatges
El 2007 hi havia 180 habitatges, 128 eren l'habitatge principal de la família, 32 eren segones residències i 20 estaven desocupats. 170 eren cases i 6 eren apartaments. Dels 128 habitatges principals, 96 estaven ocupats pels seus propietaris, 26 estaven llogats i ocupats pels llogaters i 6 estaven cedits a títol gratuït; 3 tenien una cambra, 4 en tenien dues, 23 en tenien tres, 32 en tenien quatre i 66 en tenien cinc o més. 103 habitatges disposaven pel capbaix d'una plaça de pàrquing. A 48 habitatges hi havia un automòbil i a 72 n'hi havia dos o més.

### Piràmide de població
La piràmide de població per edats i sexe el 2009 era:
| Homes | Edats   | Dones |
| ----- | ------- | ----- |
| 0     | 95 o +  | 0     |
| 4     | 90 a 94 | 0     |
| 8     | 85 a 89 | 12    |
| 4     | 80 a 84 | 4     |
| 12    | 75 a 79 | 8     |
| 0     | 70 a 74 | 12    |
| 8     | 65 a 69 | 12    |
| 8     | 60 a 64 | 0     |
| 12    | 55 a 59 | 12    |
| 4     | 50 a 54 | 12    |
| 20    | 45 a 49 | 20    |
| 20    | 40 a 44 | 8     |
| 4     | 35 a 39 | 8     |
| 8     | 30 a 34 | 4     |
| 8     | 25 a 29 | 0     |
| 4     | 20 a 24 | 4     |
| 20    | 15 a 19 | 16    |
| 0     | 10 a 14 | 8     |
| 8     | 5 a 9   | 0     |
| 0     | 0 a 4   | 0     |

## Economia
El 2007 la població en edat de treballar era de 202 persones, 148 eren actives i 54 eren inactives. De les 148 persones actives 140 estaven ocupades (82 homes i 58 dones) i 8 estaven aturades (2 homes i 6 dones). De les 54 persones inactives 18 estaven jubilades, 21 estaven estudiant i 15 estaven classificades com a «altres inactius».

### Ingressos
El 2009 a Nuret-le-Ferron hi havia 130 unitats fiscals que integraven 330 persones, la mediana anual d'ingressos fiscals per persona era de 15.066 €.

### Activitats econòmiques
Dels 6  establiments que hi havia el 2007, 1 era d'una empresa de fabricació d'altres productes industrials, 2 d'empreses de construcció, 1 d'una empresa de comerç i reparació d'automòbils, 1 d'una empresa immobiliària i 1 d'una empresa de serveis.
Dels 2 establiments de servei als particulars que hi havia el 2009, 1 era una lampisteria i 1 electricista.
L'any 2000 a Nuret-le-Ferron hi havia 33 explotacions agrícoles que ocupaven un total de 3.354 hectàrees.

## Equipaments sanitaris i escolars
El 2009 hi havia una escola elemental integrada dins d'un grup escolar amb les comunes properes formant una escola dispersa.

## Poblacions més properes
El següent diagrama mostra les poblacions més properes.